# Linthwaite-Hussey Motor Company
Linthwaite-Hussey Motor Company war ein US-amerikanischer Hersteller von Automobilen. Andere Quellen verwenden die Firmierung Lithwaite-Hussy Company und Linthwaite-Hussy Company.

## Unternehmensgeschichte
Owen C. Linthwaite war als Konstrukteur bei der California Automobile Company und der New Columbus Buggy Company tätig. 1916 gründete er zusammen mit einem Herrn Hussey, der vermutlich der Geldgeber war, das Unternehmen. Der Sitz war in Los Angeles in Kalifornien. Sie begannen mit der Produktion von Automobilen. Der Markenname lautete Milac. Im gleichen Jahr endete die Produktion. Insgesamt entstanden acht Fahrzeuge.

## Fahrzeuge
Im Angebot standen Sport- und Rennwagen. Das Model C hatte einen Vierzylindermotor mit Vierventiltechnik, 199 Kubikzoll Hubraum, entsprechend 3261 cm³ Hubraum, und 90 PS Leistung. Das Model D hatte einen stärkeren Motor. Er leistete 110 PS aus 299 Kubikzoll bzw. 4900 cm³ Hubraum.
Einige Fahrzeuge wurden bis 1918 erfolgreich bei Autorennen eingesetzt.